# Jazz på ryska
Jazz på ryska från 1967 är ett musikalbum av jazzpianisten Jan Johansson. Albumet består av ryska folkmelodier i jazzarrangemang. Ljudtekniker vid inspelningen var Olof Swembel.
Jazz på ryska gavs ursprungligen ut av skivbolaget Megafon. I början av 2000-talet övertogs rättigheterna av Jan Johanssons söner, Anders och Jens Johansson. År 2005 gavs en ommixad och remastrad version av skivan ut på deras bolag Heptagon Records. På denna utgåva finns sex bonusspår, och dessutom samtliga tagningar och studiosamtal i MP3-format.
Albumen Jazz på svenska och Jazz på ryska återutgavs 1988 av Megafon på CD under namnet Folkvisor. En version gavs ut på Heptagon 1994.

## Låtlista
Musiken är traditionell om inget annat anges.

### Original-LP
1. Nära hemmet – 2:21
2. På ängen stod en björk – 2:52
3. Stepp, min stepp – 3:45
4. Bandura – 2:25
5. Längs floden – 2:06
6. Det går en kosack – 1:23
7. Mellan branta stränder – 2:42
8. Pråmdragarnas sång på Volga – 3:43
9. Jag broderade till gryningen – 1:53
10. Kvällar i Moskvas förstäder (musik: Vasilij Solovjov-Sedoj / text: Michail Matusovskij) – 4:19
11. Entonigt klingar den lilla klockan – 1:56
12. Ströva omkring – 0:47

### Cd-utgåva 2005
1. Stepp, min stepp – 3:45
2. Mellan branta stränder – 2:42
3. Pråmdragarnas sång på Volga – 3:43
4. På ängen stod en björk – 2:52
5. Nära hemmet – 2:21
6. Bandura – 2:25
7. Längs floden – 2:06
8. Ströva omkring – 0:47
9. Entonigt klingar den lilla klockan – 1:56
10. Det går en kosack – 1:23
11. Kvällar i Moskvas förstäder (musik: Vasilij Solovjov-Sedoj / text: Michail Matusovskij) – 4:19
12. Jag broderade till gryningen – 1:53
13. Pråmdragarnas sång på Volga – 3:35
14. Längs floden – 2:24
15. Entonigt klingar den lilla klockan – 1:37
16. På ängen stod en björk – 2:43
17. Kvällar i Moskvas förstäder – 3:28
18. Det går en kosack – 2:20

Spår 13–18 är bonusspår med alternativa tagningar.

## Medverkande
- Jan Johansson – piano
- Georg Riedel – bas
- Egil Johansen – trummor
- Arne Domnérus – klarinett
- Bosse Broberg – trumpet
- Lennart Åberg – tenorsax